# أكاديمية كنيرت
الأكاديمية كنيرت (أو كما عُرفت حتى فبراير/شباط 2019، «الكلية الأكاديمية كنيرت في غور الأردن» وسابقًا «كلية غور الأردن»). هي كلية أكاديمية الواقعة في أقصى الجهة الجنوبية لبحيرة طبرية بالقرب من مفترق سمخ.

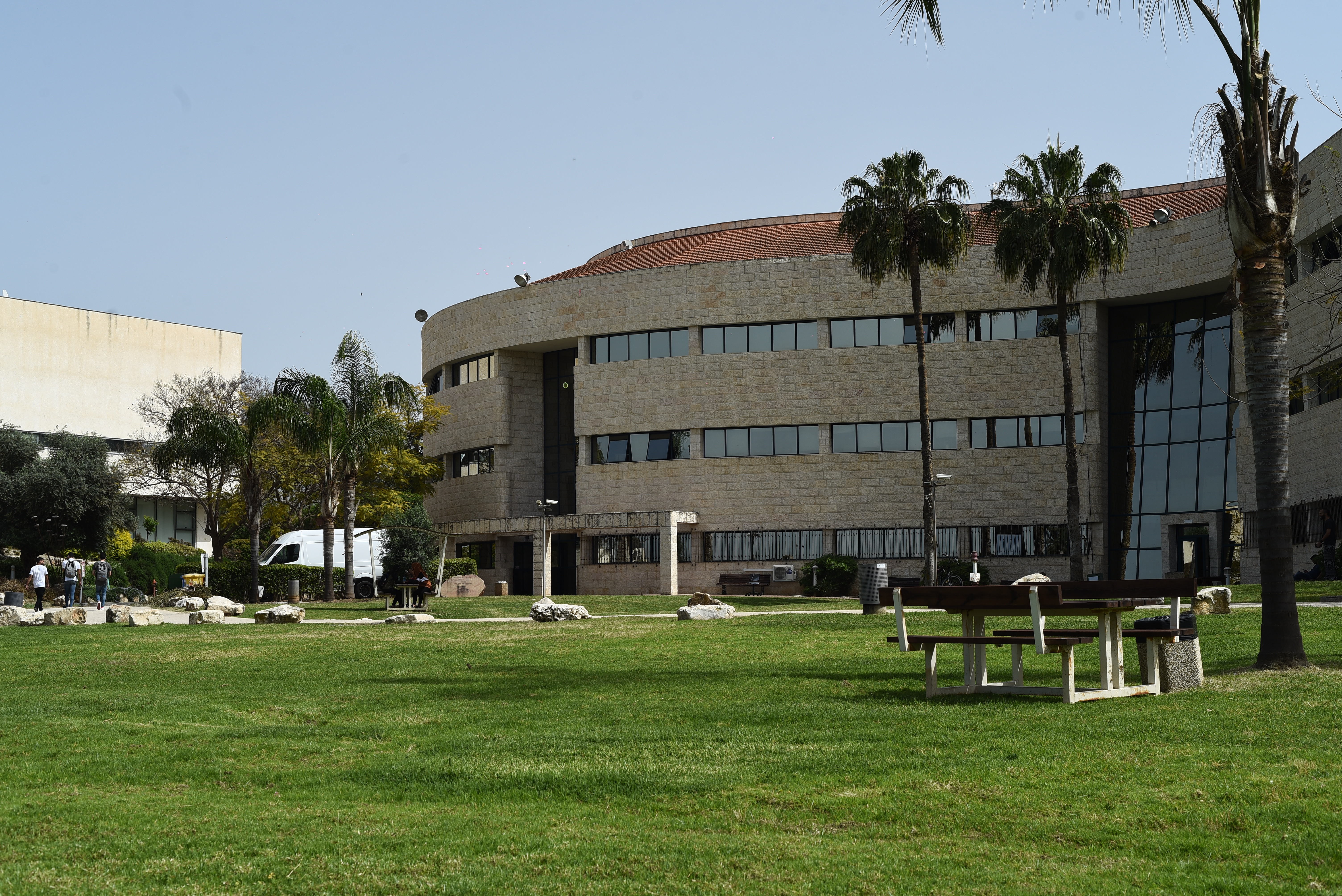
المبنى الثاني في الكلية (طريجوبوف)

## لمحة تاريخية
تأسست الكلية في العام 1965، بمبادرة من المجلس الأقليمي في غور الأردن كمؤسسة تعليمية لفوق الثانوي لسكان المنطقة المحاذية لكنيرت وغور الأردن، سُميت آنذاك «الكلية المحلية غور الأردن». أُقيمت الكلية لكي تُمكِّن سكان المنطقة من التعليم في فترة ما بعد الظهيرة وفي ساعات المساء وفقًا لساعات عملهم، وأيضًا ليتمكنوا المعلمين من اتمام لقبهم الأول فيها. عَمِلتْ الكلية تحت شروط جامعة بار-إيلان ومكنت طلابها من كسب نقاط استحقاق بما يعادل 2/3 من اللقب في علم الاجتماعيات، ما يعني أن على الطالب الالتحاق بجامعة بار-إيلان لاستكمال تعليمه فيها والحصول على اللقب الأول. تضم الكلية مجالات تعليمية مختلفة في الهندسة بإشراف ومراقبة التخنيون في حيفا. في سنواتها الأولى ترأس مجلس أمناء الكلية في سنواتها الأولى كديش لوز. في السنة الأولى تعلّم في الكلية 60 طالبًا، عام 1969 بلغ عدد الطلاب فيها  300،  450 عام 1971، وما يقارب  500 طالب في العام 1974.
في السنة الأولى للكلية عملت الكلية في مركز الشبيبة على اسم ابراهم هافت. في حزيران/يونيو  1971 تم وضع حجر الأساس لمبنى الكلية وتم افتتاحه في تشرين أول/أكتوبر  1974.
في أواخر سنوات ال-70 أنهوا طلاب أهولو سنتهم التعليمية الرابعة في كلية غور الأردن.
في نهاية العام 1983 أفتُتح مسار تعليمي لفترة ما قبل التعليم الاكاديمي، هذا المسار مكن من الطلاب التعليم والعمل في المجمعات السكنية المجاورة للكلية.
في سنة 2001 حصلت الكلية على موافقة من قبل معهد التعليم العالي والذي من خلال تم تغيير اسم الكلية ل«الكلية الأكاديمية غور الأردن».
سنة 2006 غيّرت الكلية اسمها لاسمها الحالي. في العام 2011 تم الاعتراف بها كمؤسسة للتعليم العالي من قبل معهد التعليم العالي في إسرائيل ومن قبل الحكومة، وحصلت على شهادة تقدير من الرئيس الأسبق شمعون بيرتس.
الكلية هي مؤسسة للتعليم العالي معترف بها من قبل المعهد العالي للتعليم الذي منحها القدرة على أعطاء لقب أول B.A. تعمل الكلية كمنظمة عامة، والتي تحصل على ميزانيتها من لجنة التخطيط والميزانية الواقع بجانب معهد التعليم العالي. قسط التعليم في الكلية (لتعليم اللقب الأول) هو قسط تعليم كالمتعارف عليه في الجامعات والكليات العامة في إسرائيل. لكل جندي أو شخص أتمم خدمته المدنية بدءًا من 1- كانون ثاني/يناير 2010 مؤهل لمنحة كاملة في قسط التعليم في السنة الأولى للقب الأول (تزامنا مع قرار معهد التعليم العالي في خصوص تعلم الجنود المسرّحين من الخدمة العسكرية في مؤسسة للتعليم في المناطق القروية).
مع بداية العام 2004، اعتُرِف بالكلية من قبل المعهد العالي للتعليم كمؤسسة مستقلة للتعليم العالي المخوّلة منح لقب أول في موضوعات كإدارة السياحة والفنادق، هندسة أجهزة المعلومات، هندسة البرمجيات، هندسة الكهرباء والالكترونيكا.
في سنة 2010، أعتُرف بالكلية من قبل المعهد العالي للتعليم كمؤسسة مستقلة للتعليم العالي المخوّلة منح لقب أول في تاريخ إسرائيل، علم السلوكيات، هندسة مياه، هندسة البيئة وجودتها وهندسة الالكترونيكا. 

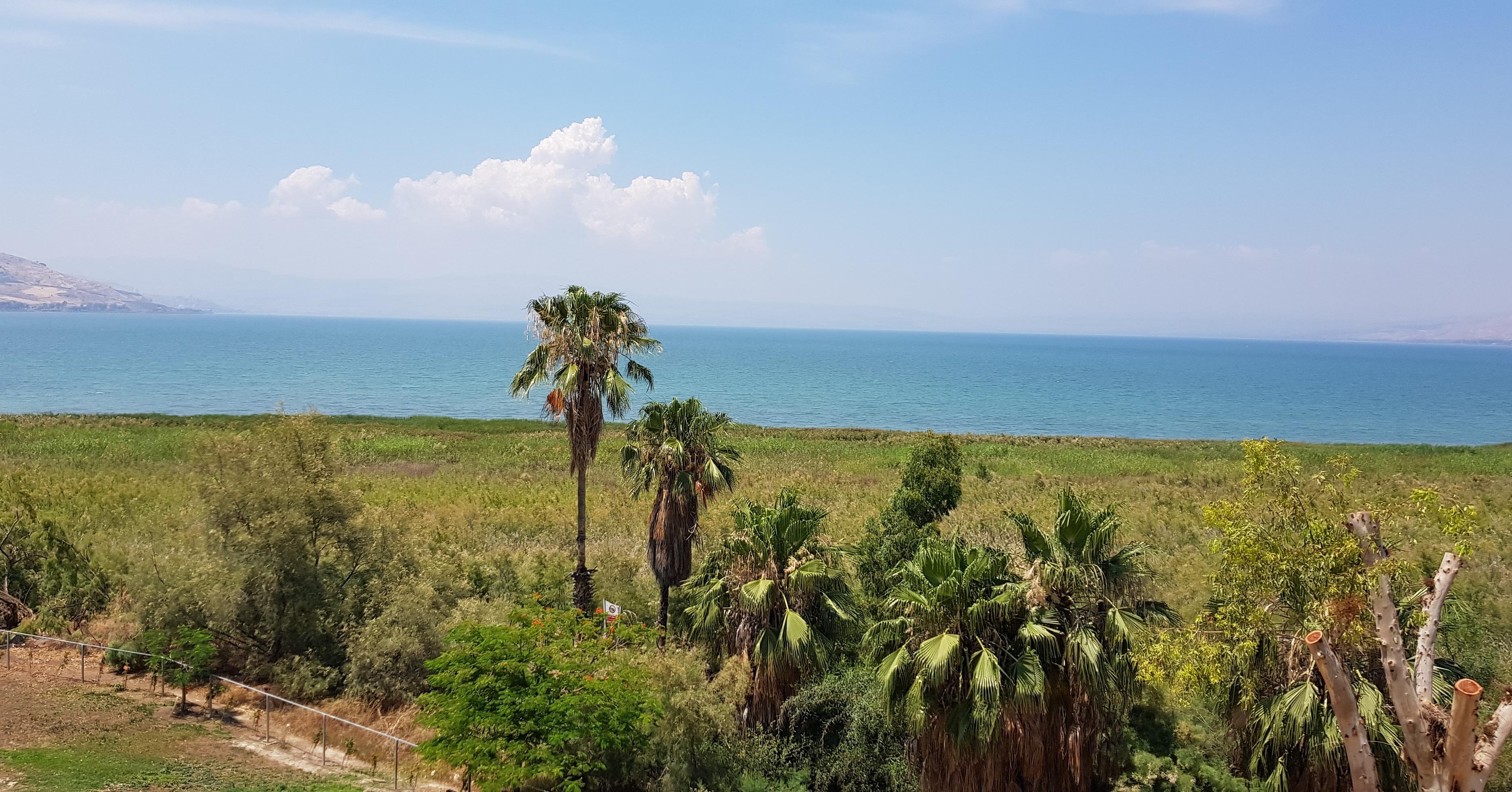
من شباك مكتبة الكلية

## المواضيع التعليمية في الكلية
يتضمن التعليم في الكلية تسعة مواضيع تعليمية مختلفة في اللقب الأول.

### المواضيع الاجتماعية والحياتية[9]
- إدارة سياحة وفنادق
- الإعلام والسينما. في قسم الاعلام من كل سنة يتم منح جائزة «الصحفي المجتهد» لعمله الدؤوب لسنوات. منحت الجائزة لأول مرة سنة [10] 2011 للصحفيين ميكي حيموبتش ودفيد رغف، وفي سنة [11] 2019 للصحفي الي ليفي.
- علوم السلوكيات
- علوم أرض إسرائيل
- تعليم ومجتمع
- متعدد المجالات

### المواضيع الهندسية[12]
- هندسة مياه
- هندسة كهرباء والكترونكيات
- هندسة برمجيات
- هندسة الجودة والموثوقية في الصناعات الالكترونية، هذا القسم يعمل مع التنظيم الاسرائيلي للجودة لتدريب اصحاب المهن في مجال الجودة، وفي هذا الإطار تحديدا يتم عقد العديد من الندوات، ومؤتمرات مهنية عديدة.[13]

حصلت الخطط التعليمية في مجالات الهندسة على تصنيف «انجازات مرتفعة» من قبل معهد التدريب التكنولوجي في مكتب العمل.

## وحدات خارجية وبحوثات
أكاديمية كنيرت تقوم بتفعيل وحدات اضافية إلى جانب الأقسام التعليمية (الهندسية منها والحياتية). هذه الوحدات مختصة في البحوث، وتعمل على توثيق العلاقات التعاونية مع منظمات مختلفة في غور الأردن والمنطقة المجاورة لكنيرت، بالإضافة إلى ذلك، تعرض هذه الوحدات عروضات لتعليم خارجي.

### مركز كنيرت للابتكار ولريادة الأعمال
تم افتتاح هذا المركز في شهر شباط/فبراير من العام الحالي 2019 كجزء من التعاون بين كلية كنيرت وشركة سمخ للمعامل المحلية، والمجلس الأقليمي غور الأردن ومشفى بوريا. الهدف من هذا المركز هو تمكين الشركات المختصة بالتكنولوجيا الفائقة من تجنيد أشخاص بالغين ذو قدرات عالية وتشغيلهم في مجال ال- Agro-tech (تكنولوجيا زراعية).
المركز هو بمثابة دفيئة لشركات الهيتك المعنية العمل في المنطقة وتطمح في التطوير الاقتصادي في غور الأردن. المركز برئاسة المدير التنفيذي إلعاد شمير.

### معاهد البحوث وهيئة البحث والتطوير
تُفعّل الكلية في كنيرت عدد هائل من آليات البحث في مجالات تعليمية واكاديمية محتلفة تتضمن: معهد كنيرت للآثار جليليت، معهد كنيرت لبحث علاقات المجتمع الأمن والسلام على اسم الجنرال دان شومران، معهد كنيرت للبحوث في حماية الطفل، معهد كنيرت لتطبيق الاخلاقيات في المنظمات، جمعية باحثي جيش-مجتمع في إسرائيل ومعهد كنيرت في هندسة المياه.
قسم البحث المختص في حماية الطفل يعمل على فحص ظواهر التمنر والبلطجة بين الأطفال والشباب في البيئة الملموسة والبيئة الديجتالية (البلطجة العنكبوتية في الإنترنت). في عام  2016 أعلن المعهد عن تقرير والذي يصف انتشار أنواع مختلفة عن هذه الظاهرة في جيل الطفولة والشبيبة. تم نشر بحث آخر في سنة  2017 من قبل المعهد وبالتعاون مع صحيفة معاريف.

### الدراسات الخارجية ودراسة الدبلومة
تضم الكلية قسم تعليمي لدراسة الدبلوم في اطار الدراسات الخارجية. هذا القسم يتضمن مركز الفنون والذي يقدم عروضات تعليمية نظرية وعملية في مجالات كالتصميم، النحت والتصوير؛ مدرسة لتعليم الإدارة، العلم، إدارة حسابات.

## مبنى الكلية
يتضمن مبنى الكلية ثلاثة مبان أساسية، بالإضافة لمبنى المكتبة ومبنى محطة القطار التاريخية سمخ.
- المبنى الأول في الكلية، أفتتح في العام 1974 وعلى على اسم ماكس الفيرن.[22]
- مركز العلوم والتكنولوجية على اسم السيد هاري طريجوبوف تأسس في العام [23] 1998.
- المدرسة الهندسية على اسم آحي رخوب[24]، أسس في العام 2012.
- محطة قطار سمخ التاريخية ، وهي مخصصة لطلاب قسم تعليم أرض وتاريخ إسرائيل.[25] أُفتتحت في العام 2015 بعد عمليات ترميم وتصليح.